# Пелла (станция)
Пе́лла — железнодорожная станция в городе Отрадное Кировского района Ленинградской области.
Находится в 36 км от Московского вокзала на участке Санкт-Петербург — Волховстрой.
На станции одна платформа. На сегодняшний день здание вокзала эксплуатируется для нужд работников Октябрьской железной дороги, Мгинской дистанции пути.
Кроме станции Пелла в городе Отрадное также существует железнодорожная платформа «Ивановская» (в 33 км от Московского вокзала).

## Название
Название возникло в конце XVIII века, когда императрица Екатерина II решила в этих местах построить для своего внука Александра I, дворец. Поскольку Александр Македонский, в честь которого назвали будущего императора, родился в Пелле, это поселение решили окрестить таким же именем. Дворец в имении был построен по проекту архитектура И. Е. Старова, однако в период правления императора Павла I сооружение разобрали, а кирпич пошёл на строительство Михайловского (Инженерного) замка в Петербурге.

## Галерея

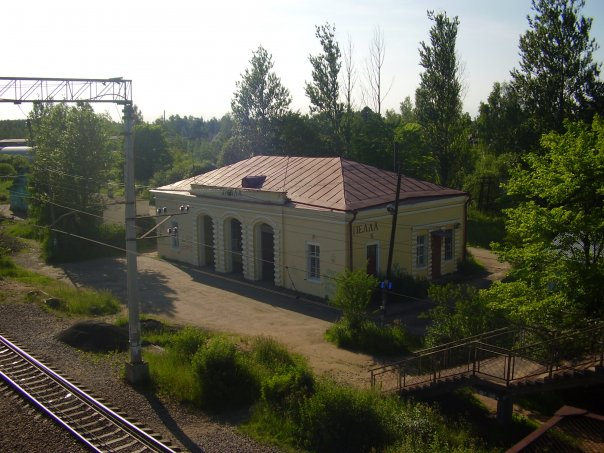
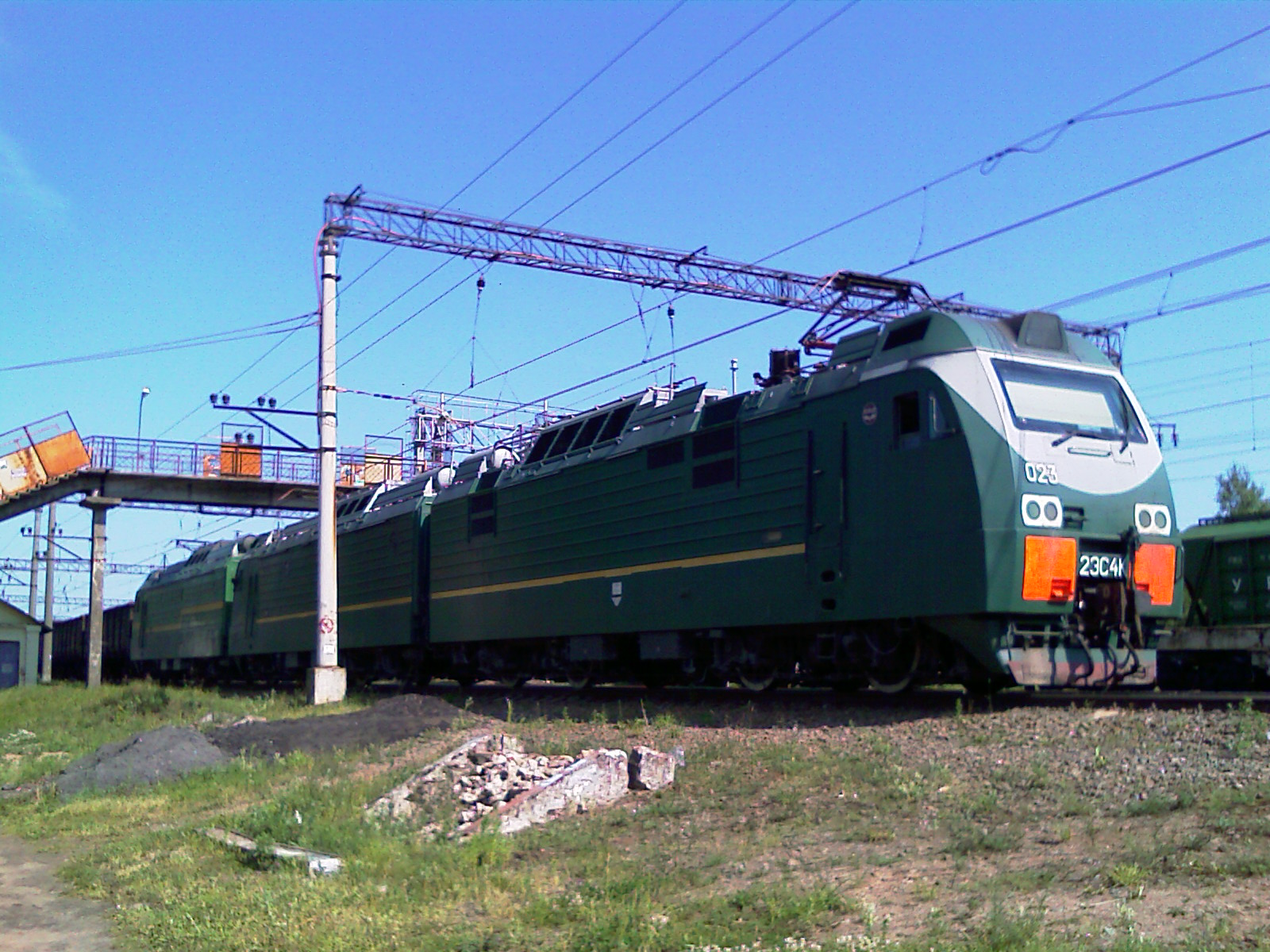
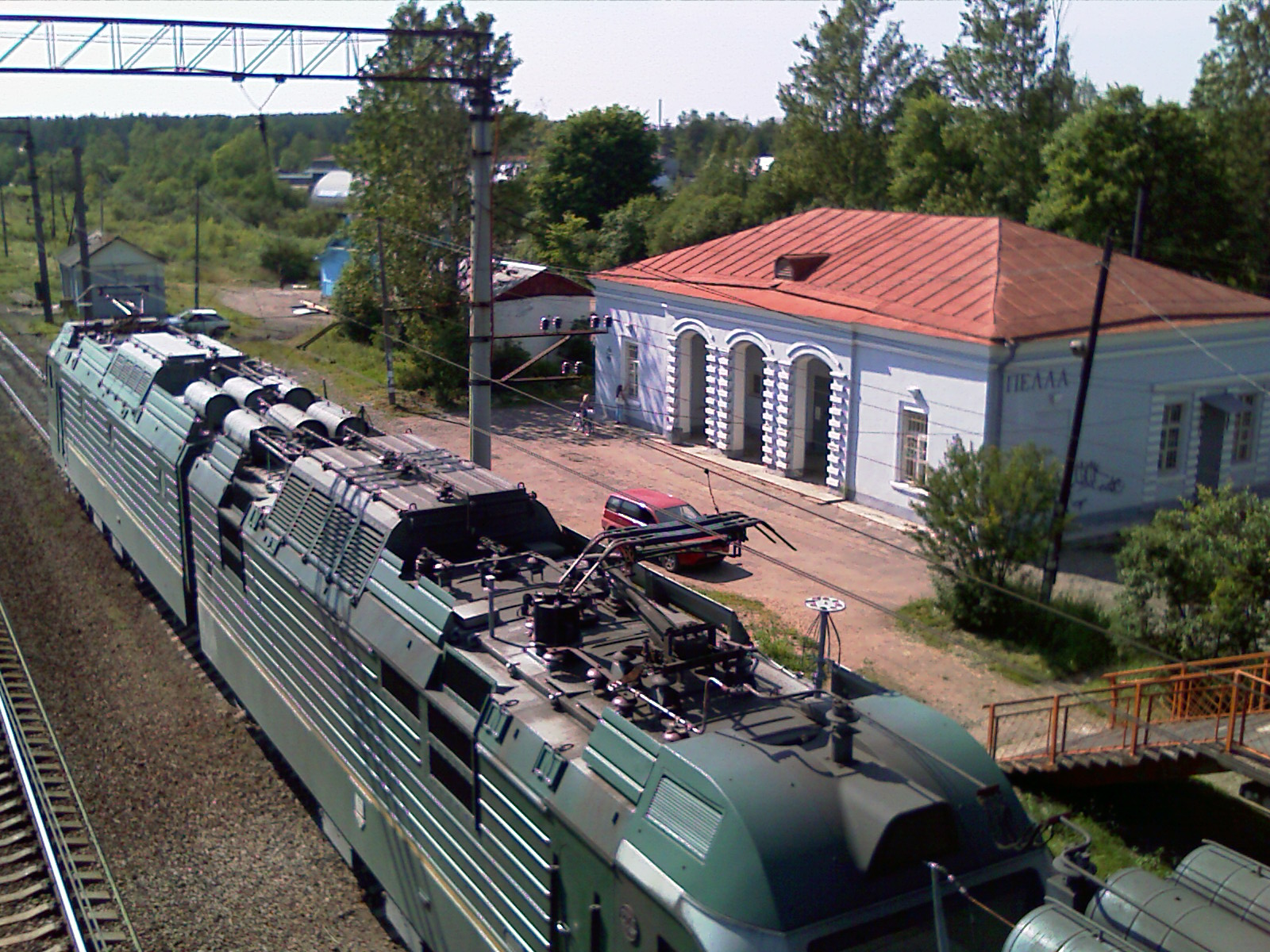
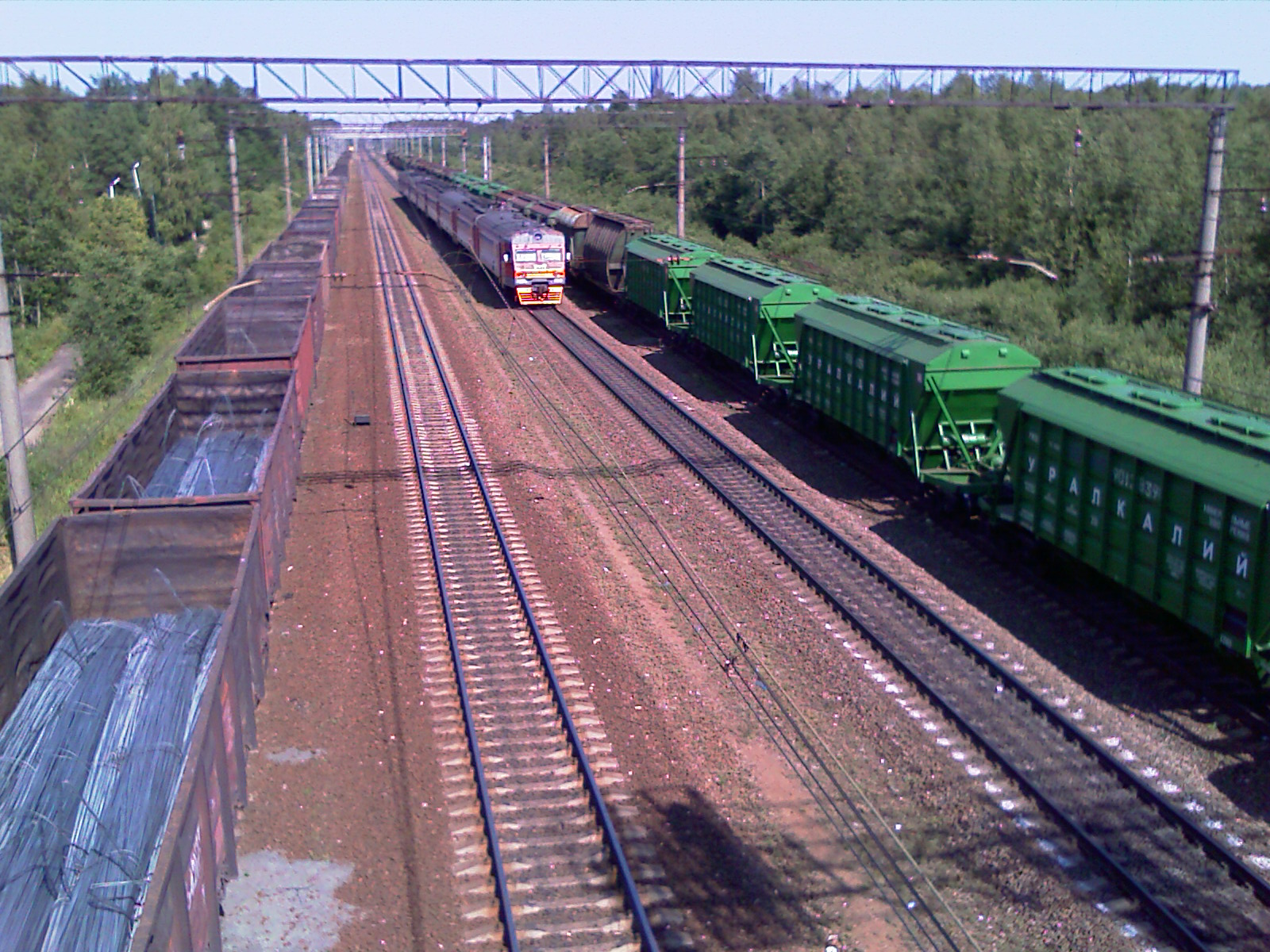
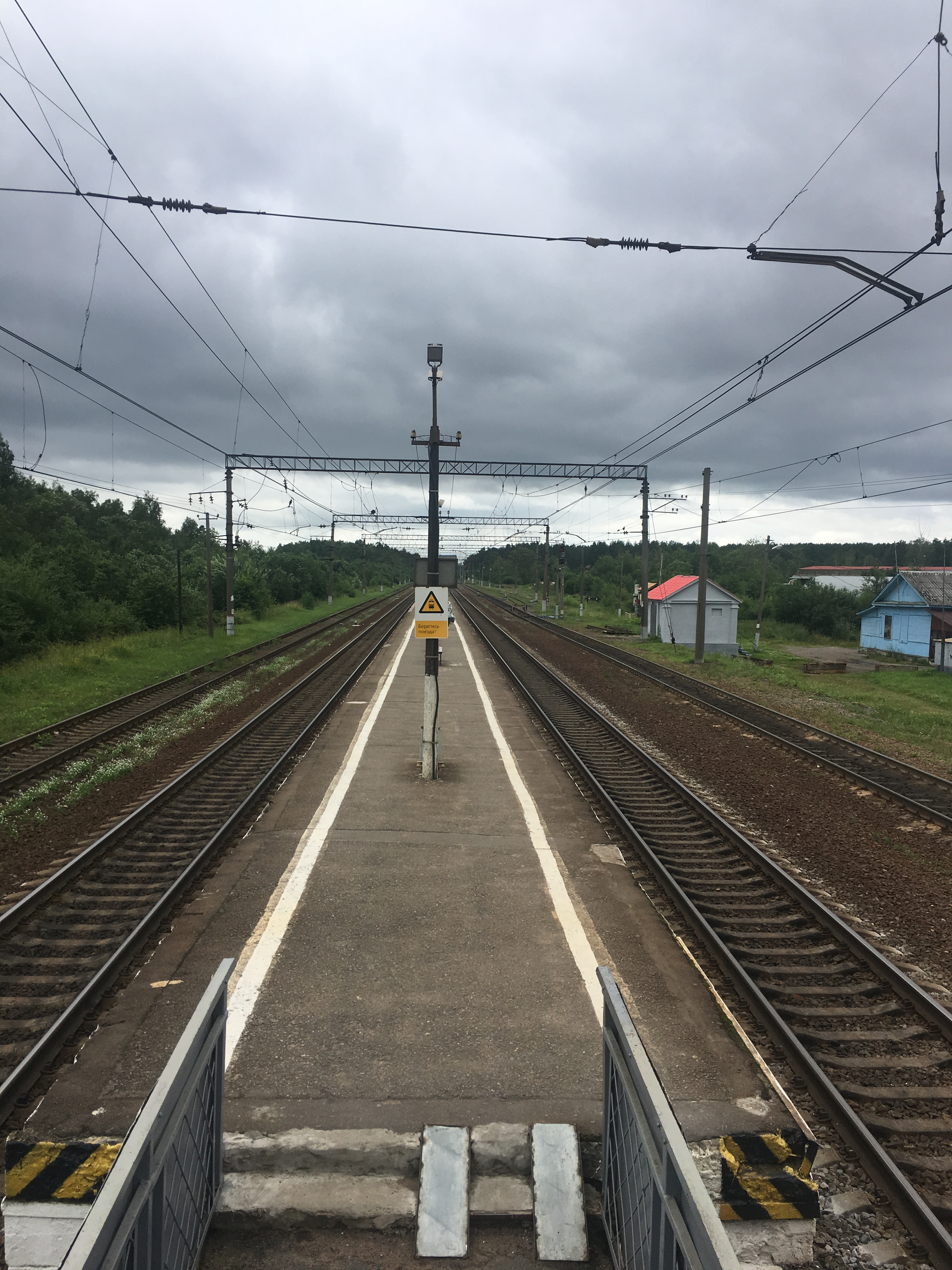
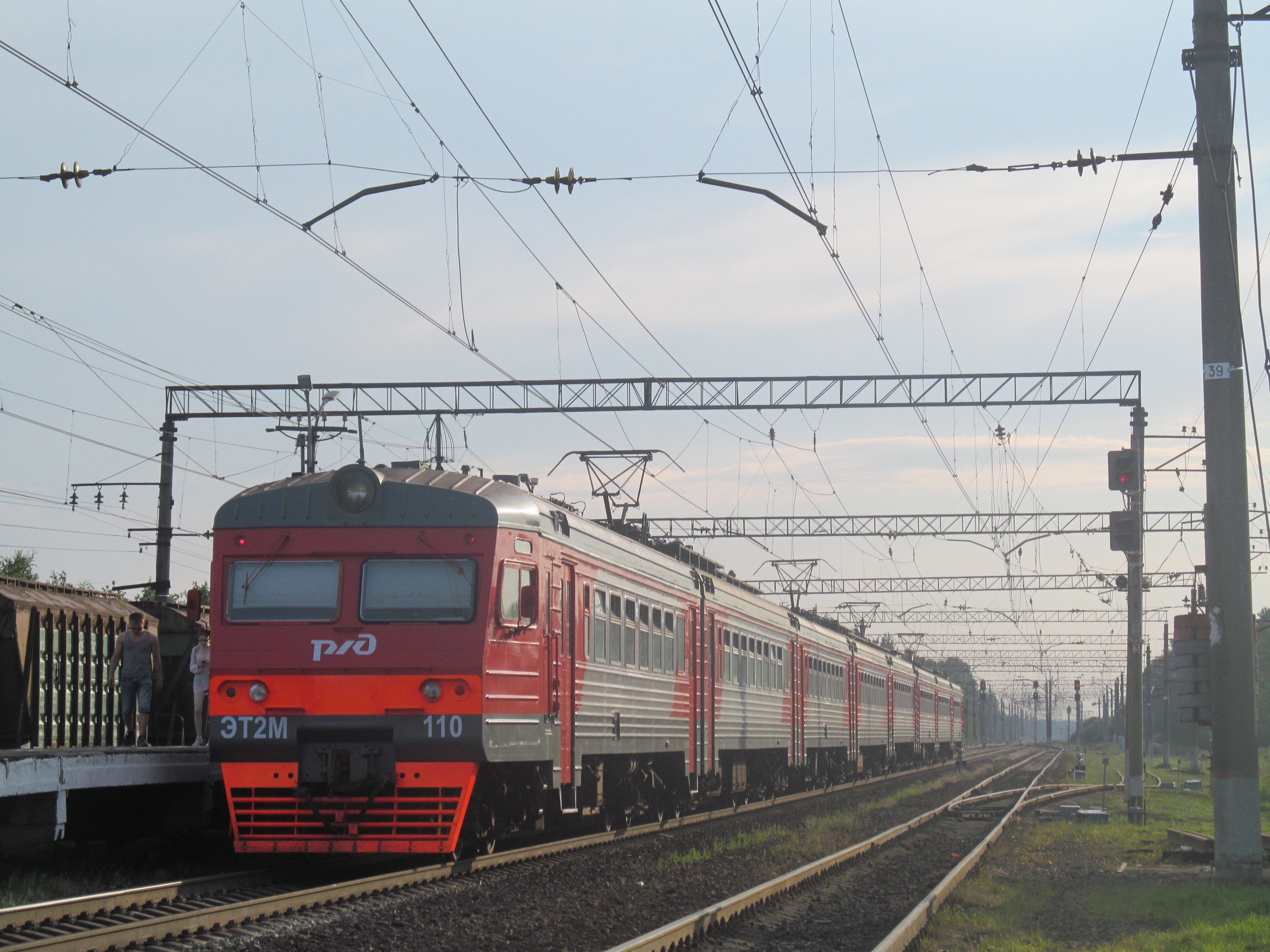
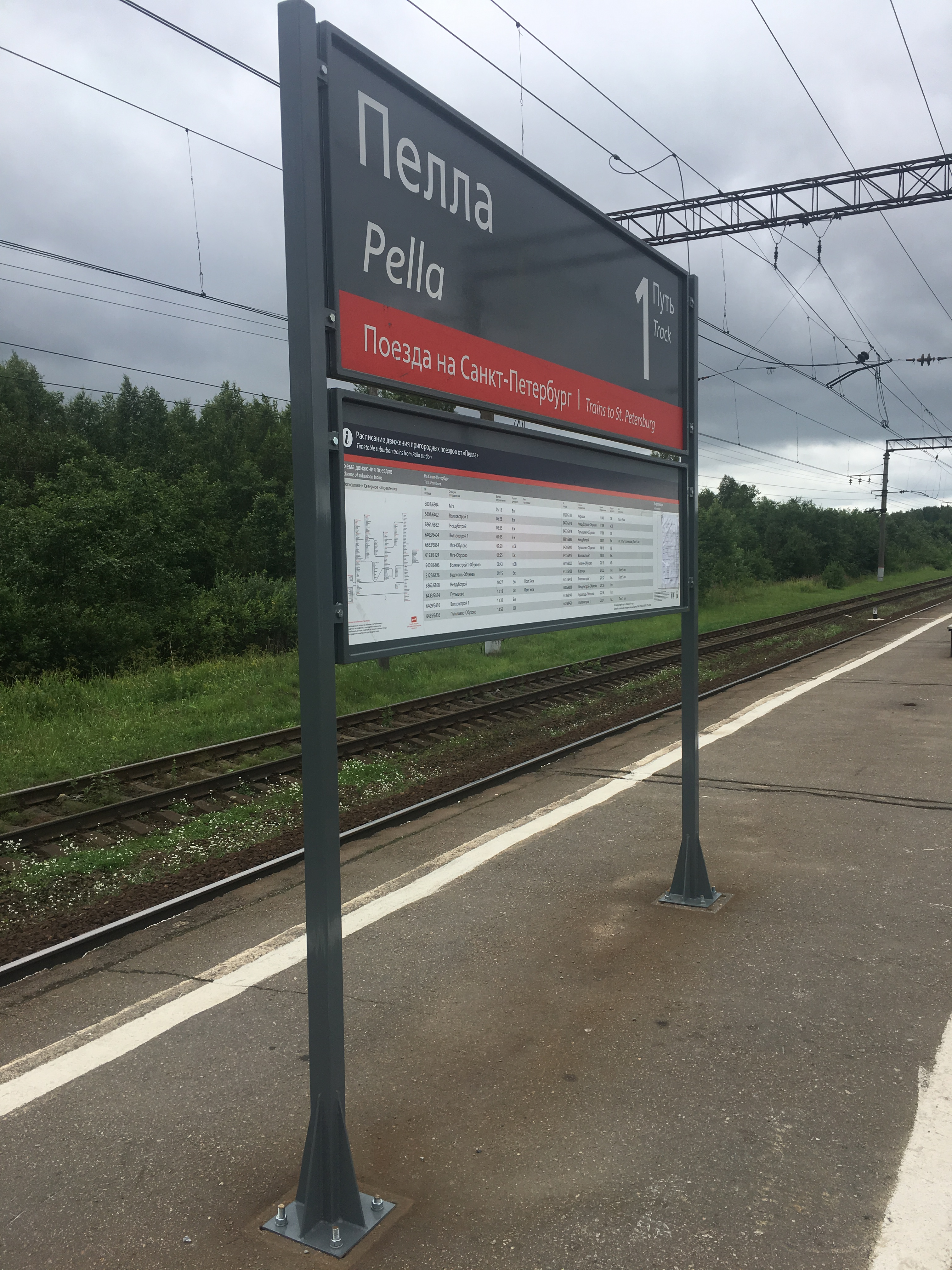
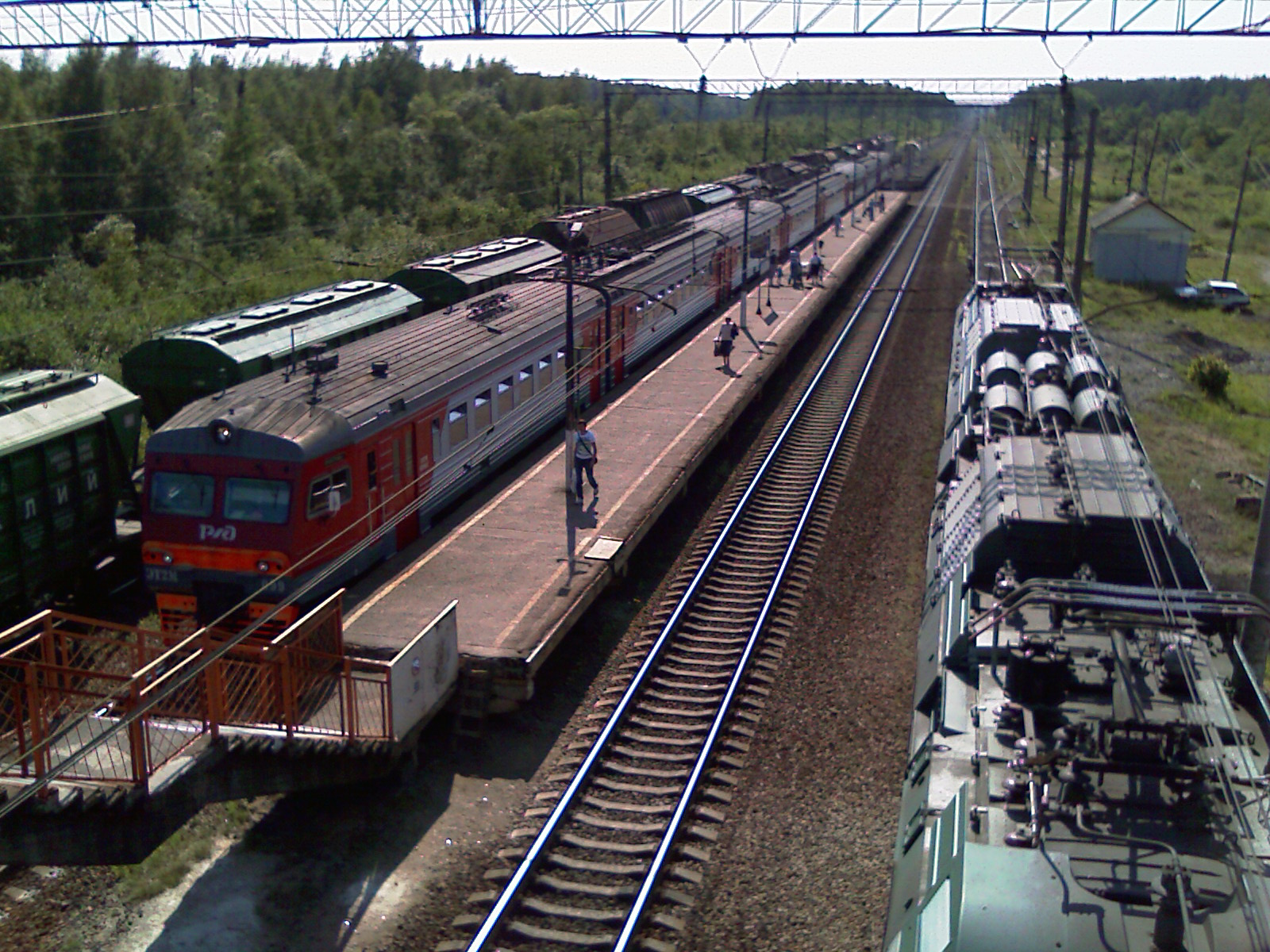